# Komisja Śledcza Izby Reprezentantów do Spraw Zabójstw

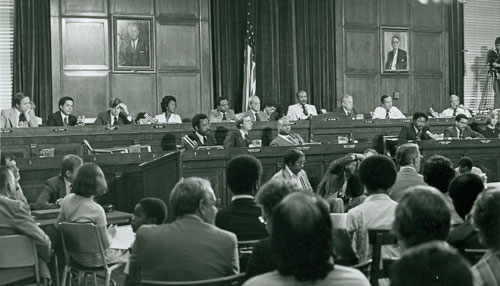
House Select Committee on Assassinations

Komisja Śledcza Izby Reprezentantów do Spraw Zabójstw (ang. The United States House of Representatives Select Committee on Assassinations (HSCA)) – powstała w 1976 roku, w celu zbadania zamachu na prezydenta Johna F. Kennedy’ego (1963) i zamachu na pastora Martina Luthera Kinga (1968). Komitet zakończył dochodzenie w 1978 roku, a w 1979 wydał swój raport końcowy, stwierdzając, że prezydent John F. Kennedy został zamordowany przez Lee Harveya Oswalda prawdopodobnie w wyniku spisku.
Domniemani zleceniodawcy zamachu nie zostali zidentyfikowani. Jednakże Komitet stwierdził, że wierzy, iż spisek nie obejmuje rządów ZSRR lub Kuby, ani Federalnego Biura Śledczego (FBI), Centralnej Agencji Wywiadowczej (CIA) oraz Secret Service. Stwierdza również, że zamach nie został zorganizowany przez jakąkolwiek grupę przestępczą lub imigrantów nieprzychylnych rządowi w Hawanie, ale nie wyklucza zaangażowania poszczególnych członków obu tych grup w domniemanym spisku.
Komisja napotykała problemy w prowadzeniu śledztwa wynikające z niemożności upublicznia części dowodów, które były objęte tajemnicą państwową.
W 1992 roku, Kongres przyjął ustawę zezwalającą na upublicznienie wszystkich dowodów dotyczących śmierci Kennedy’ego (Assassination Records Review Board).

## Komitet
HSCA miało zbadać część wniosków Church Committee, a konkretnie powiązania CIA z zabójstwami i zamachami. Do powstania Komitetu przyczyniło się również publiczne oburzenie powstałe po wyemitowaniu w telewizji filmu Abraham Zaprudera w marcu 1975 roku. Film wcześniej był przechowywany w archiwum przez magazyn Life i poza publicznym pokazem podczas śledztwa Jima Garrisona nie był pokazywany przez prawie dwanaście lat. HSCA zapoznało się również z setkami książek, artykułów z czasopism i filmów dokumentalnych stworzonych przez osoby prywatne, jak i śledczych.

### Skład
- Thomas N. Downing (Wirginia), Przewodniczący
- Louis Stokes (Ohio), Wiceprzewodniczący
- L. Richardson Preyer (Karolina Północna)
- Walter E. Fauntroy (Waszyngton, Dystrykt Kolumbii)
- Yvonne Brathwaite Burke (Kalifornia)
- Christopher Dodd (Connecticut)
- Harold Ford Sr. (Tennessee)
- Floyd Fithian (Indiana)
- Robert W. Edgar (Pensylwania)
- Samuel Leeper Devine (Ohio)
- Stewart McKinney (Connecticut)
- Charles Thone (Nebraska)
- Harold S. Sawyer (Michigan)

## Wnioski ws. zabójstwa Kinga
W sprawie zamachu na Martina Luthera Kinga Komitet stwierdził w swoim sprawozdaniu, że zginął on od pojedynczego strzału oddanego przez Jamesa Earla Raya oraz że „istnieje prawdopodobieństwo”, iż był to wynik spisku, jednakże rząd USA nie był jego stroną.

## Wnioski ws. zabójstwa Kennedy’ego
W sprawie zamachu na Kennedy’ego HSCA stwierdził w swoim raporcie z 1979 roku, że:
1. Lee Harvey Oswald strzelił trzy razy w stronę Johna F. Kennedy’ego. Drugi i trzeci strzał dosięgnął prezydenta. Trzeci z nich okazał się śmiertelny.
2. Badania akustyczne nagrania wykazały z wysokim prawdopodobieństwem, że strzelało dwóch snajperów.
3. Komitet stwierdził, że na podstawie dostępnych dowodów prezydent John F. Kennedy został zamordowany w wyniku spisku. Komisja nie była w stanie zidentyfikować innych domniemanych strzelców oraz zakresu konspiracji.
  - Komitet stwierdził, że na podstawie dostępnych dowodów, rząd radziecki i/lub kubański nie był zaangażowany w zabójstwo prezydenta Kennedy’ego.
  - Zamach nie został zorganizowany przez jakąkolwiek grupę przestępczą ani imigrantów nieprzychylnych rządowi w Hawanie, ale nie wyklucza się zaangażowania poszczególnych członków obu tych grup w domniemanym spisku.
  - Komitet również stwierdził, że na podstawie dostępnych dowodów, Secret Service, FBI ani CIA nie były zaangażowane w zabójstwo prezydenta.
4. Agencje i departamenty rządu USA wykonywały z różnym stopniem zaangażowania swoje obowiązki. Prezydent John F. Kennedy nie otrzymywał odpowiedniej ochrony. Przeprowadzono dokładne i wiarygodne dochodzenie w sprawie Lee Harveya Oswalda, jednakże śledztwo w sprawie możliwości istnienia spisku było niewystarczające.

Komisja uznała ponadto za prawdopodobne:
- Oddanie czterech strzałów
- Trzeci strzał oddał drugi zamachowiec znajdujący się na trawiastym pagórku, jednakże chybił.

Departament Sprawiedliwości, FBI, CIA i Komisja Warrena zostały skrytykowane za niedostateczne dochodzenie. Brak dostępu do niektórych informacji przez Komisje Warrena w 1964 roku uznano za niedopuszczalny. Wykazano braki Secret Service w ochronie prezydenta.

## Wnioski ogólne
Reasumując, zdaniem Komitetu różne śledztwa podjęte przez rząd Stanów Zjednoczonych zawiodły poprzez niedostateczne rozważenie możliwości istnienia spisku. Komitet także w swoim raporcie zawarł prawne i administracyjne inicjatywy usprawniające, w tym umieszczenie niektórych zabójstw na liście przestępstw  federalnych.
Później główny doradca komisji zmienił swoje stanowisko ws. CIA, kiedy dowiedział się, że agencja miała powiązania z ekspertami komisji, a jeden z doradców – George Joannides działał w miesiącach poprzedzających zamach w tych samych organizacjach co Oswald, wliczając w to antycastrowską grupę DRE powiązaną z CIA, gdzie Joannides pracował w 1963 roku. Główny doradca Komitetu G. Robert Blakey stwierdził później, że Joannides raczej powinien zeznawać przed komisją zamiast wspierać CIA w utrudnianiu dostępu do akt.

## Dalsze badania
Jedynym akustycznym dowodem wskazanym przez ekspertów komisji dla teorii czterech strzałów (w konsekwencji drugiego zamachowca) był zapis audio z radia, rzekomo pochodzący z policyjnego motocyklu będącego na Dealey Plaza podczas zamachu. Po zakończeniu prac komisji, amatorski badacz podczas przesłuchiwania nagrania odkrył słabe echo transmisji z innego motocykla, która została nadana minutę po zamachu; echo mogło spowodować zakłócenia wzięte za czwarty strzał. Badania były wspierane przez National Academy of Sciences.
Argument ten został w 2001 roku skrytykowany w Science and Justice przez D.B. Thomasa, naukowca i badacza zamachu na JFK. Potwierdził on odkrycie komisji w sprawie drugiego strzelca oraz wykazał według niego błędną analizę przeprowadzoną przez National Academy of Sciences. Większość świadków zeznawało, że strzały pochodziły z depozytu, jednak również duża grupa osób wskazywała na trawiaste wzgórze, tylko pięciu na ponad setkę twierdziło, że strzały pochodziły z obu źródeł jednocześnie.
Dokumenty z Archiwum Mitrochina potwierdzają rozległą operację prowadzoną przez KGB nad tworzeniem i rozwijaniem teorii spiskowych dotyczących zabójstwa Kennedy’ego.